# Ricardo Barreiro
Ricardo Barreiro (Buenos Aires, 2 ottobre 1949 – Buenos Aires, 12 aprile 1999) è stato un fumettista argentino.

## Biografia
Prolifico autore di testi e sceneggiature fumettistiche sudamericano, esordì negli anni sessanta con articoli pubblicati sulla rivista Sancho, passando poi successivamente alla sceneggiatura.
Il debutto nel campo dei fumetti avvenne con Slot bar, dodici episodi disegnati da Francisco Solano López. A questa serie seguirono Asso di picche, in collaborazione con Juan Giménez, col quale collaborò anche per la serie La città e Barbara, disegnata da Juan Zanotto.
Negli anni settanta, a seguito della dittatura di Jorge Rafael Videla nel suo paese, si trasferì in Europa, trascorrendo sei anni tra Roma e Parigi.
In quegli anni intraprese una stretta collaborazione con l'Eura Editoriale, e sue sceneggiature apparvero su Lanciostory e Skorpio.
Membro della Società degli autori e compositori drammatici di Francia, all'inizio degli anni novanta rientrò in Argentina, dove morì di cancro nel 1999.